# Клайши (Вороновский район)
Клайши (бел. Кла́йшы) — деревня в Вороновском районе Гродненской области Беларуси. В составе Гирковского сельсовета.

## География
Ближайшие населённые пункты Гирки, Лунки, Палашки и др.
Рядом трасса Р145, через деревню пролегает дорога Н6117.

### Гидрография
Недалеко протекает река Барташунка.

## Население

### Численность
- 2009 год — 233 человек

### Динамика
- 2009 год — 233 человек (перепись населения)

## Культура
- Этнографический музей "Спадчына"